# Кёппен, Вольфганг
Вольфганг Артур Рейнгольд Кёппен (нем. Wolfgang Arthur Reinhold Köppen; 23 июня 1906, Грайфсвальд — 15 марта 1996, Мюнхен) — немецкий писатель, сценарист, критик, актёр, драматург, один из самых значительных немецких прозаиков послевоенного времени. Стал знаменит после написания трилогии романов «Трилогия неудач», написанных в начале 50-х годов XX века. После этого публиковал в основном записки о путешествиях и воспоминания.

## Биография
Был рождён вне брака. Его отец, доцент-окулист, не признал отцовство. В 1908 году вместе с матерью переселяется из Грайфсвальда в Ортельсбург в Восточной Пруссии.
Во время Веймарской республики Кёппен работал актёром и драматургом. В конце 20-х, начале 30-х годов становится редактором-фельетонистом в газете «Berliner Börsen-Courier». За это время он опубликовал более 200 критических заметок о литературе, театре, фильмах, а также свои эссе и репортажи. В процессе захвата власти нацистами он потерял работу, и ко времени выхода его первого романа «Несчастная любовь» в 1934 году уже жил в Нидерландах. В 1939 году он возвращается в Германию и зарабатывает на жизнь написанием сценариев. В 1943 году переезжает в Мюнхен.
В 1947 году Кёппен получает задание описать воспоминания свидетеля Холокоста Якоба Литтнера. Литтнер — польский еврей, долго жил в Мюнхене, был вынужден бежать из Германии в 1939 году и сумел выжить в Польше и Украине. Кёппен сократил, обработал и дополнил воспоминания Литтнера, записанные после войны. В 1948 году они вышли под названием «Записи из норы», изданные на средства Литтнера, который не принял редактуру Кёппена. Переиздание в 1992 году под авторством Кёппена привело к коллизии, в результате которой был обнаружен и издан оригинальный текст Литтнера.
Кёппен был одним их первых, кто после 1945 года оживил немецкую литературу в традиции монтажного романа, одним из известнейших представителей которой до 1933 года был Альфред Дёблин (роман «Берлин, Александрплац»). Характерной чертой Кёппена являются т. н. «блицы», то есть короткие, часто повторяющиеся, в контексте потока сознания внезапно захватывающие и часто слегка изменённые мысли.
Романами «Трилогии неудач» («Голуби в траве», 1951; «Теплица», 1953; «Смерть в Риме», 1954) он даёт первый обзор формирующейся послевоенной Германии (ФРГ). С остротой критикует Кёппен остатки идеологии и поведения, которые привели к фашизму и войне и которые в конце концов в 50-х годах привели к реставрации ушедших отношений. В послевоенное время Кёппен остаётся аутсайдером, который своими работами опирается на классический модерн. Однако не следует недооценивать его влияния на других авторов, таких как Гюнтер Грасс и Петер Рюмкорф.
Начиная с середины 50-х годов Кёппен посещал по заданию Альфреда Андерша, тогдашнего главного редактора Южнонемецкого радио, различные страны по всему миру и создавал для радио многочисленные эссе. В 1955 году он был в Испании, 1956 — в Италии, 1957 — СССР, Польше, Нидерландах и Великобритании, 1958 — США и 1959 — Франции. Эти эссе также публиковались в журналах и отдельных изданиях. В 1958 году было опубликовано «В Россию и в другие страны», в 1959 — «Поездка в Америку». К поздним работам относятся автобиографическое эссе о детстве и юности в Грайфсвальде («Юность», 1976) и написанный в соавторстве сценарий о Венеции («Я охотно бываю в Венеции, почему», 1980)
В последнее десятилетие жизни Кёппен работал все с большим трудом.
Вскоре после своего 90-летия Вольфганг Кёппен умер в Мюнхене. Похоронен на кладбище «Нордфридхоф».
Начиная с 1998 года город Грайфсвальд присуждает премию имени Кёппена. Университет Грайфсвальда приобрёл наследие Кёппена и открыл литературный центр Передней Померании, который носит имя Вольфганга Кёппена и содержит его архив.

## Издания на русском языке
- Кёппен В. Юность // Рассказы писателей ФРГ. — М.: Прогресс, 1976.
- Кёппен В. Избранное: Сборник. — М.: Прогресс, 1980. — 512 с. (Мастера современной прозы)
- Кёппен В. Юность // Повести писателей ФРГ. — М.: Прогресс, 1982.
- Кёппен В. Голуби в траве; Теплица; Смерть в Риме: Романы / Авт. предисл. В. И. Стеженский. — 3-е изд. — М.: Прогресс, 1990. — 512 с. ISBN 5-01-002097-1
- Кёппен В. Смерть в Риме; Голуби в траве. — М.: Лимбус Пресс, 2000. — 416 с. ISBN 5-8370-0233-2

## Награды
- 1962. Премия Георга Бюхнера
- 1965. Большая литературная премия Баварской академии изящных искусств
- 1967. Премия Имермана
- 1971. Премия Андреаса Грифеуса
- 1974. Литературная премия городского писателя Бергена
- 1982. Почетный культурный приз Мюнхена
- 1984. Премия Арно Шмидта
- 1986. Померанская культурная награда
- 1987. Награда Франца Набля
- 1987. Почётный гражданин Грайфсвальда
- 1990. Почётный доктор Грайфсвальдского университета

## Экранизации
- «Теплица», режиссёр Петер Гёдель,1987